# Edward Charles Pickering
Pour les articles homonymes, voir Pickering (homonymie).
Edward Charles Pickering (19 juillet 1846 à Boston - 3 février 1919  à Cambridge, Massachusetts, États-Unis) est un astronome et physicien américain, frère d'un autre astronome William Henry Pickering.

## Biographie

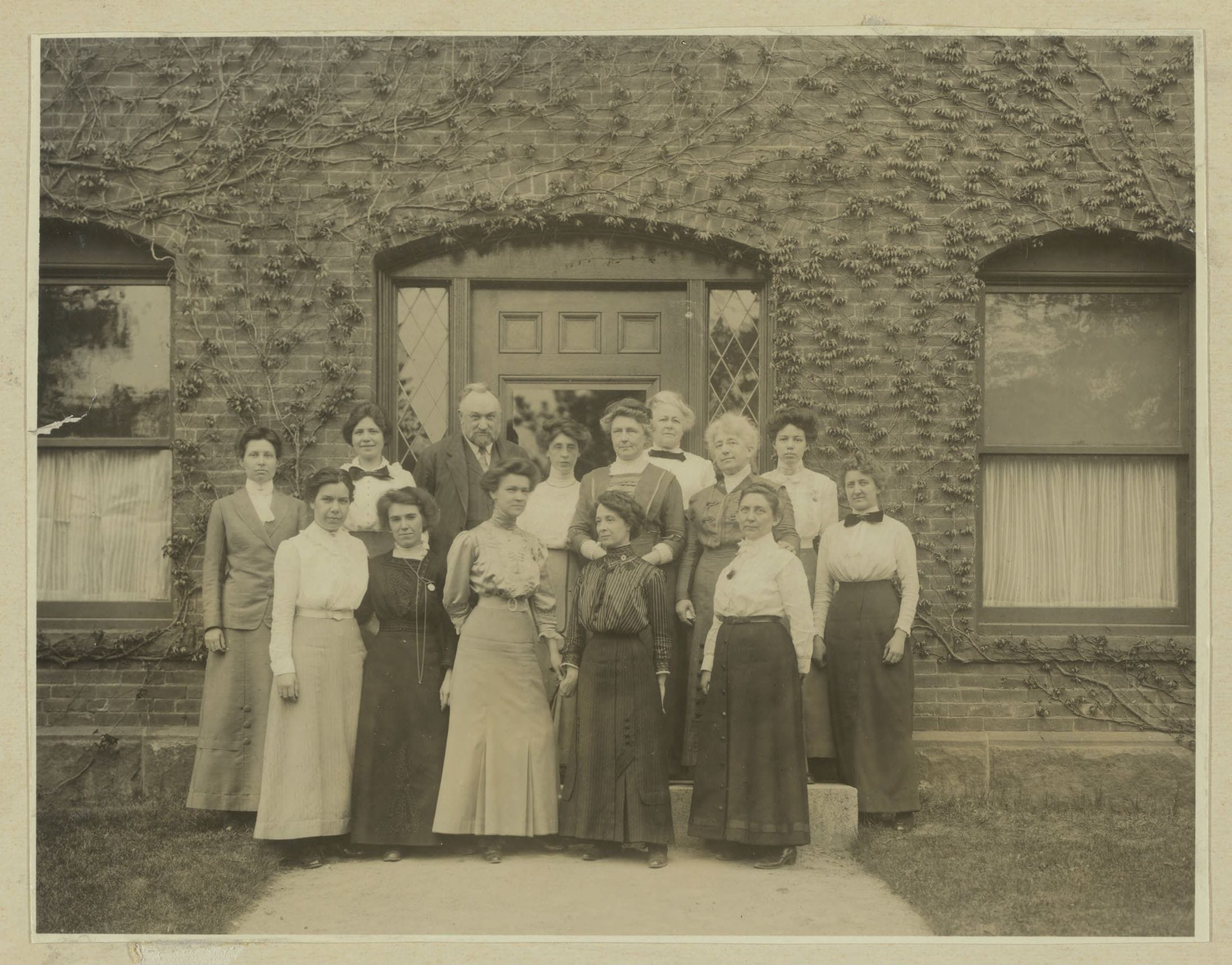
Le Harem de Pickering devant le Building C au Harvard College Observatory, 13 mai 1913.

Il reçoit son baccalauréat ès sciences de Harvard en 1865 et devient professeur au Massachusetts Institute of Technology peu de temps après.
Avec l'astronome allemand Hermann Carl Vogel, Pickering fut le premier à découvrir une étoile binaire spectroscopique.
Il fut également directeur du Harvard College Observatory (HCO), où il accomplit de grandes avancées dans la collecte des données spectrales sur les étoiles, notamment grâce à l'usage de l'astrophotographie. À Harvard, il recruta un bon nombre de collègues astronomes féminines, notamment Annie Jump Cannon, Henrietta Swan Leavitt, Williamina Fleming et Antonia Maury. Elles réalisèrent d'importantes découvertes au HCO sous la houlette de Pickering.
En 1911, il cofonda avec William Tyler Olcott l'American Association of Variable Star Observers (AAVSO, Association américaine des observateurs d'étoiles variables). De nos jours, Pickering est encore reconnu pour avoir donné à l'observatoire de Harvard un renom international.

## Distinctions et récompenses
- Médaille d'or de la Royal Astronomical Society en 1886 et 1901,
- Prix Rumford en 1891 pour ses travaux sur les spectres des étoiles,
- Médaille Henry Draper en 1888,
- Médaille Bruce en 1908.

- Un cratère (en) sur la Lune
- Un cratère sur Mars
- L'astéroïde (784) Pickeringia

Tous trois lui rendent hommage ainsi qu'à son frère.

### Notices nécrologiques
- (de) AN 208 (1919) 133/134
- JRASC 13 (1919) 160
- MNRAS 80 (1920) 360
- PASP 31 (1919) 73